# Calliclava
Calliclava là một chi ốc biển, là động vật thân mềm chân bụng sống ở biển trong họ Drilliidae.

## Các loài
Các loài thuộc chi Calliclava bao gồm:
- Calliclava aegina (Dall, 1919)[2]
- Calliclava albolaqueata (Carpenter, 1865)[3]
- Calliclava alcmene (Dall, 1919)[4]
- Calliclava craneana (Hertlein & Strong, 1951)[5]
- Calliclava jaliscoensis McLean & Poorman, 1971[6]
- Calliclava lucida McLean & Poorman, 1971[7]
- Calliclava pallida (Sowerby I, 1834)[8]
- Calliclava palmeri (Dall, 1919)[9]
- Calliclava rhodina McLean & Poorman, 1971[10]
- Calliclava subtilis McLean & Poorman, 1971[11]